# 1996 en santé et médecine
| Années de la santé et de la médecine : 1993 - 1994 - 1995 - 1996 - 1997 - 1998 - 1999    |
| Décennies de la santé et de la médecine : 1960 - 1970 - 1980 - 1990 - 2000 - 2010 - 2020 |

Cet article présente les faits marquants de l'année 1996 en santé et médecine.

## Décès
- 9 décembre : Antoine Beau (né en 1909), médecin français [1].

Date inconnue
- Jean Bouche (né en 1909), chirurgien français[2],[3],[4].